# 영어의 음성체계

원본과 한글번역판

《영어의 음성체계》(The Sound Pattern of English, 흔히 SPE로 줄여 말한다.)는 노엄 촘스키(Noam Chomsky)와 모리스 할레(Morris Halle)의 음운론 서적이다. 영어음운론의 포괄적인 관점을 소개하며, 음운론 영역과 영어분석에서 획기적인 서적으로 존재한다.
이 책은 문법이 소리와 의미를 연결하는 규칙체계라고 주장하면서 이론적인 기반에 대한 논의로 시작된다. 문법구조들을 그들의 음성표기에 연결시키는 음운음소를 포함하여 문법의 여러 요소들이 있다. 이 책의 3장에서 5장까지는 그러한 영어의 문법요소들이 어떻게 형식적으로 표현될 수 있는지를 다룬다.
이 책에서 촘스키와 할레는 언어학의 하부조직으로서 음운론적 관점을 소개한다. 여기에서 말하는 언어학의 하부조직은 기저 음소 배열을 변형하는 문법의 다른 성분에서 분리하는 것이 특징이다. 기저 음소 배열은 음성학적 형태를 출력하는 규칙과 산출에 따른 것이며, 그 음성학적 형태는 당연히 화자에 의해 발화되는 것이다.
이 책은 변형이라는 의미에서 촘스키가 그 이전에 제시하지 못하고 남아있는 언어이론을 제시한다. 그런 만큼 그 이론은 통사론에 초점을 맞추었던 그의 예전 연구에 비해 명료하게 연결된 음운론 이론을 첨가함으로써 촘스키 이론중에서 획기적인 것이라 할 수 있다.

## 변별적 자질
이 책의 7장은 자질에 대한 세부사항을 소개하고 있으며, 그 자질들을 '보편적인 음성체계'의 요소들이라 생각한다고 10장에서 기술하고 있다. 
1950년대에서 1960년대에 걸쳐서 로만 야콥슨외 여러 학자들이 제시한 음향 자질 체계에 여러 가지 결점이 드러나게 되었다. 이전의 12개 남짓한 자질을 가지고는 세계의 언어에서 나타나는 모든 음운론적인 대조를 설명하기에는 충분하지 못하였다. 촘스키와 할레는 이를 비판하면서 음향 자질 대신 조음 자질을 설정할 것을 주장하였다. 따라서 이 책에서 자질은 조음적 특성에 의하여 분류되고 명명되고 정의되어 있다.
또한 이 책에서는 자질의 수도 대폭 늘렸다. 그러나 야콥슨 학파에서 했던 것처럼 이 책에 제시된 자질체계에서도 이분법이 쓰였다. 즉, 자질들은 기저단계에서 단지 두 개의 계수나 값만을 가지고 있으며, 해당자질이 있다는 것을 의미하는 경우는 플러스(+)값을, 그리고 그러한 자질이 없다는 값을 뜻하는 경우 마이너스(-)값을 갖는다.
촘스키와 할레는 말소리를 이러한 두 개의 값을 가진 성분으로 묘사했다. 어휘 표제의 음운적 성분은 앞에서 언급한 성분(플러스(+)와 마이너스(-)로 이루어지는 성분)의 연속적인 결과로 여겨졌다. 다수의 문맥 - 민감한 규칙은 단어의 연속 기저형을 화자가 발화한 최종 음성 형태로 바꾼다. 이러한 규칙은 통사론에서 '결과물‘로 말하는 수형도 접근을 인정한다. 이 접근은 단어 끝부분만이나 구의 끝부분만 적용하는 규칙을 인정한다.

## 강세 규칙
이 책에서의 기본 가정은 대부분의 강세는 규칙에 의해 예측할 수 있다는 것이다 많은 예외에도 불구하고 아직도 규칙들이 효력을 잃지 않고 있다. 이 책에서 제시된 강세 규칙들은 대부분 통사적 표층구조에 적용되는데, 문장안에서 순환적으로 적용된다. 즉, 특정한 규칙이 가장 작은 구성소들에 먼저 적용된 다음 더 큰 구성소들에 적용됨을 말한다. 접사가 없는 어간이나 단어들에 먼저 적용되고, 그런 다음 강세가 붙는 더 큰 구성소들에 규칙이 적용된다.
조금 더 쉽게 이야기하자면, 이 책은 기본적으로 영어 강세가 단어의 품사와 밀접한 관계가 있다고 보고, 크게 동사와 명사, 형용사로 구분하여 강세 할당 규칙을 제시한다.
하지만 간단한 문장 내에서는 이 책에서 제시된 규칙이 예외 없이 잘 적용되었으나 복잡한 문장에서는 그렇지 않을 때도 있다.
이 책에서 제시된 규칙들은 이전의 방법으로 풀지 못했던 것을 대부분 풀어주었으나 단점이 있다.,
- 어떠한 규칙들은 예외가 많다. 특히 마지막 음절에 강세가 오는 프랑스어에서 들어온 어휘들에서 현상이 나타난다. 이 책에서 이러한 예외들은 거의 모든 규칙의 뒷부분에 자세히 소개하고 가능한 것은 기저형을 달리한다든지, 아니면 규칙적용의 순서와 같은 기술적인 방법으로 많은 부분을 예외가 아닌 것으로 해결하고 있다.
- 강세 등급이 음성학 자료가 제공할 수 있는 것보다 더 많다.
- 제 2강세의 정확한 자리를 분명하게 예측하지 못한다.
- 예제로 제시된 어휘들이 일상회화에서 사용되는 어휘들이 많지 않다. 강세 규칙 이론 자체가 영어 교육을 염두에 두고 제안된 것이 아니라, 모국어화자의 머릿속에 내재되어 있는 규칙을 찾기 위한 것이기 때문에 그러한 것이라고 할 수 있지만, 영어교육현장에서 이 규칙을 적용하기는 거의 무용지물에 가깝다는 지적이 있다.

하지만 이 책에서 제시된 규칙이 이전에 내세운 것보다 훨씬 경제적으로 평가되고 있다.

## 영향
이 책은 그 이후의 연구에 엄청난 영향을 끼쳤다. 이론의 파생은 분절자질목록의 변경에 의한 수정을 이끌어냈다. 그 분절자질목록은 긍정 또는 부정적인 가치를 가지는 것보다는 결여되는 무언가로 구성되었거나 복잡성을 직선으로 추가하는 것으로, 촘스키와 할레에 의해 꾸며진 분절 구조이다. 자질에서 영향을 주는 규칙에서의 음운론의 그러한 논법은 오늘날의 많은 음운론 이론에서 다양하게 변형된 형태로 나타내고 있다. 그 중 대표적인 경우가 자립분절음운론(autosegmental phonology), 어휘음운론(lexical phonology), 그리고 최적성 이론(optimality theory)이다.

## 출판
1968년에 하퍼 앤드 로우(Harper & Row)에서 출판되었으며, 전상범이 번역한 한글 번역판(ISBN 978-89-348-0359-1)은 1993년 8월 30일, 한신문화사에서 출간하였다.

## 참고 문헌
- 강용순(2004). 영어 강세의 이해. 경진문화사 (Page 23, 29 ~ 32)
- 구희산(2003). 영어음성학. 한국문화사 (Page 198, 212)
- 신지영, 차재은(2003). 우리말 소리의 체계. 한국문화사 (Page 92)
- Clark, J, C. Yallop(1995). An Introduction to Phonetics and Phonology. Blackwell (구희산, 고도흥, 양병곤, 김기호, 안상철 역(1998). 음성학과 음운론. 한신문화사 (Page 200, 203))
- Katamba, F(1989). An Introduction to Phonology. Longman (Page 42) (조학행, 이덕배, 강희숙, 전홍식 역(1997). 현대 음운론 입문. 한신문화사 (Page 51~52))

## 같이 보기
- 변형생성문법의 이론